# Flying Clipper
Golden Horizon je osuvremenjeni jedrenjak hrvatske proizvodnje. Jedrenjak je s križnim jedrima. Najveći je brod takve vrste na svijetu.

## Povijest gradnje
Grupa Brodosplit 2015. je godine s kompanijom Star Clippers Ltd. iz Monaka zaključila ugovor o izgradnji putničkog broda s križnim jedrima. Star Clippers Ltd. je poznat u Europi i Americi po floti koju čine vjerne reprodukcije klasičnih jedrenjaka. Trenutno ima već tri takva broda, Royal Clipper, Star Clipper i Star Flyer.
Pregovaranje s naručiteljem i izrada tehničkog opisa i dokumentacije trajalo je čak 11 mjeseci, a ugovor je dobio u konkurenciji španjolskih, njemačkih i talijanskih brodograditelja.
Kupnju broda financira njemačka KfW Ipex banka zajedno s drugom komercijalnom bankom. Da bi se ispunio ugovor o kreditu, bilo je preduvjeta jedan od kojih je izdavanje police osiguranja kojom HBOR preuzima rizik povrata dijela kredita kojeg je KfW Ipex odobrio naručitelju broda. HBOR je 6. srpnja 2015. izdao policu osiguranja povrata dijela kredita i omogućio financiranje ovog značajnog projekta.
Ovim ugovorom Brodosplit ulazi na rastuće tržište jedrenjaka. Brod je petojarbolni bark (barque). Predstavljat će osuvremenjenu inačicu legendarna jedrenjaka France II iz 1911. godine. Srpnja 2015. brod je u fazi projektiranja. Izgradnja će početi jeseni 2015., porinuće ljeta 2016., a primopredaja koncem 2017. godine.
Koncept "sigurna povratka u luku" poštovat će se pri projektiranju i gradnji. Stoga će biti građen tako da bude sposoban sigurno se vratiti u luku u slučaju neke nesreće ili kvara.
Naručeni će brod biti dug 162 metra i širok 18,5 metara i težine 2000 tona. Imat će pet jarbola i jedra ukupne površine 5.574 četvornih metara (drugi izvor: 6.347 četvornih metara). Moći će ugostiti oko 300 putnika u 150 kabina što će ga činiti najvećim brodom takve vrste na svijetu. Ukupno će boraviti na brodu 450 osoba. 150 članova posade boravit će u 74 kabine. Na trima će se palubama prostirati kuhinja i veliki salon. Paluba će biti od tikovine, a brod će biti čelične konstrukcije. Otvorene palube imat će tri bara.
Brod će biti luksuzno uređen, štiha i ozračja koje podsjeća na stare jedrenjake, s prostorom za knjižnicu, velike salone s klavirom od čega će se jedan protezati na čak tri palube s ogradama.
Za putnike će na krmi će biti platforma s koje će putnici moći ulaziti u more. Za putnike se predviđa projektirati i tri bazena koja će biti punjena slatkom ili morskom vodom. Bazeni će imati posebno osvjetljenje i mogućnost grijanja. Brod će biti klimatiziran po visokim zahtjevima radi udovoljavanja komfori putnika u svim klimatskim uvjetima. Premda će imati ove moderne luksuzne dodatke, bit će atmosfere koja podsjeća na stare jedrenjake: imat će prostor za biblioteku i velike salone. Jedan od salona protezat će se na trima palubama i imat će glasovir. Za putnički komfor svaka će kabina biti opskrbljena internetom, telefonom, televizijom i ostalim sredstvima zabave i radi toga cijeli brod bit će pokriven wi-fi signalom.
Za upravljanje jedrenjak će imati najsuvremeniju navigacijsku i komunikacijsku opremu. Zbog suvremenosti opreme jedrima će moći upravljati i vrlo malo ljudi, a putnicima će se omogućiti da i oni upravljaju, ali uz nadzor posade. Brod će jedriti, a uz taj pogon imat će za sigurnosnu potporu dva potpuno neovisna elektromotora.
Zbog koncepta "sigurna povratka u luku", bit će projektiran tako da će određeni sustavi morati nastaviti s radom u dijelu broda koji nije zahvaćen nezgodom (požar ili prodor vode). Zbog toga će sva ključna oprema na brodu biti udvostručena, pa će imati dodatni zapovjedni most, dvije strojarnice s uređajima za proizvodnju električne energije i vode, svih sustava goriva i maziva. Ovo će dati sigurnost jedrenjaku da brodu da bi se trebao moći vratiti u luku s udaljenosti od gotovo 2000 nautičkih milja, u slučaju bilo kakvog zatajenja, požara ili prodora mora u bilo koji prostor ili zonu na brodu. 2000 nautičkih milja je predviđena jer je to na moru najudaljenija točka od kopna.
Jedrenjak će moći ploviti svim svjetskim morima, uključujućim i onima polarnih krajeva, zbog čega će trup biti takve čvrstoće da će udovoljavati sigurnosnim zahtjevima za plovidbu kroz područja u kojima ima leda.
Brod će moći jedriti brzinom od 16 čvorova, a 20 čvorova uz prave vremenske uvjete i uvježbanost posade. Dvomotornim će pogonom moći ploviti 16 čvorova. Jedrenjak će imati imati izuzetne manevarske sposobnosti zbog zakretnih propelera, pramčanog porivnika (bow thruster) i dva kormila.
Prva zamisao bila je šest čamaca za spašavanje koja je preinačena u četiri. Čamci za spašavanje će također služiti i kao tenderi za prebacivanje putnika na plaže ili manje luke. Jedrenjak će pored svih tih čamaca imati osam splavi, četiri športska čamca i dva manja čamca.
Kobilica za jedrenjak položena je 9. prosinca 2015. godine.
Radni naziv bio je Novogradnja 483. Brod je porinut u subotu 10. lipnja 2017. Porinuću su nazočili predstavnici naručitelja, partneri u gradnji i financiranju, prijatelji, a supruga vlasnika kompanije Mikaela Kraffta Ann Krafft presjekla je konop sa šampanjcem i simbolično porinula brod u more.

## Vanjske poveznice
- Brodosplit: Porinuće 10. lipnja 2017.[neaktivna poveznica]
- Brodosplit: Flying Clipper na navozima[neaktivna poveznica]
- Hrvatski radio - Radio Split  Arhivirana inačica izvorne stranice od 18. veljače 2021. (Wayback Machine) Vedran Očašić: Brodosplit gradi najveći jedrenjak u svijetu 9. prosinca 2015.